# Il Vicario
Il Vicario è un'opera teatrale scritta dal drammaturgo tedesco Rolf Hochhuth nel 1963. Il titolo originale dell'opera Der Stellvertreter fa riferimento al Papa che è "Gottes Stellvertreter", cioè il Vicario di Cristo.
Il testo affronta la scottante questione delle responsabilità di Papa Pio XII verso l'olocausto, accusando il "Pastore Angelico" di passiva e cosciente complicità con il Nazismo nello sterminio degli ebrei.

## Vicende della sua rappresentazione
Rappresentata a Berlino nel febbraio 1963 prodotta da Erwin Piscator, e nel settembre successivo a Londra, sollevò un forte dibattito politico e culturale, come per le precedenti opere di Albert Camus e François Mauriac sullo stesso tema, causando «denigrazioni accanite come consensi entusiastici», secondo la descrizione di Carlo Bo sulle polemiche seguite alla pubblicazione in Italia del testo, per i tipi della Feltrinelli.
Nel 1965 la pièce venne allestita a Roma dal regista  Gian Maria Volonté, protagonisti Nilo Checchi nel ruolo di Riccardo Fontana, e Giacomo Piperno nel ruolo del Papa Pio XII; nella compagnia anche il fratello minore di Volonté, Claudio, qui con il nome d'arte di Claudio Camaso. 
Ma nella Capitale la versione italiana de Il Vicario andò in scena solo nella serata del debutto; il giorno successivo infatti la Polizia fece chiudere il teatro per mancanza del certificato di agibilità dei locali e, nei giorni seguenti, il Prefetto di Roma vietò lo spettacolo in quanto contrario alle norme contenute nel Concordato.
La censura provocò un'azione di protesta dei teatranti e dei sostenitori che si asserragliarono nel teatro minacciando lo sciopero della fame a oltranza, circondati per tre giorni dalle forze di polizia, decise a rallentare l'afflusso di giornalisti e curiosi. Tra i partecipanti allo sciopero, lo stesso Volonté e l'attivista Franco Piperno. La protesta ebbe comunque vita breve, forse anche per l'ironico servizio di 16 pagine pubblicato dal settimanale satirico Lo Specchio, corredato da numerose fotografie che dimostravano i rifornimenti di uova sode e salsicce agli scioperanti.
Reso impossibile a Roma l'allestimento teatrale, Il Vicario venne quindi proposto in forma di lettura drammatica nei locali della Libreria Feltrinelli. 
La pièce fu poi rappresentata nella chiesa sconsacrata del Complesso di Sant'Apollonia a Firenze promossa dall'ORUF, Organismo rappresentativo degli studenti dell'Università degli Studi di Firenze; gli spazi erano gestiti dagli studenti e quindi "autonomi" dalle regole dell'ordine pubblico.
Infine andò in tournée in varie città, continuando a suscitare polemiche politiche e cause legali.

Anche a causa di questi problemi Volontè accettò di partecipare al fllm Per un pugno di dollari, raccontando agli amici:
«Sto facendo un filmetto in fretta e furia per pagare i debiti del Vicario; figuratevi che è un western italiano, e si intitola Per un pugno di dollari. Lo faccio veramente per un pugno di dollari, ma certo non può nuocere alla mia carriera. Mi hanno conciato come un matto, sono irriconoscibile, e nei titoli di testa avrò persino uno pseudonimo americano, John Wells. Insomma, non corro alcun rischio. Chi volete che vada a vederlo?»
Dopo decenni di silenzio, in Italia, nell'estate del 2005 il gruppo teatrale indipendente Aikot 27 di San Benedetto del Tronto ripropose una versione teatrale adattata dell'opera, per soli tre attori: Fernando Micucci, Edoardo Ripani e Vincenzo Di Bonaventura (anche regista).
Successivamente la pièce, con l'adattamento e la regia di Rosario Tedesco, è andata in scena dal 2007 al 2017. L'autore Rolf Hochhuth è stato più volte coinvolto e invitato a presentare la sua opera dal regista, a Milano e Roma.

## Adattamenti
Dall'opera teatrale, nel 2002, sono stati tratti il soggetto e la sceneggiatura del film storico Amen., diretto dal regista greco Costa-Gavras.

## Edizioni
- Il Vicario. Dramma in 5 atti, traduzione di Ippolito Pizzetti, con prefazione di Carlo Bo, nota di Erwin Piscator e le delucidazioni storiche dell'autore, Milano, Feltrinelli, 1964, SBN PAV0068026.